# Joan FitzAlan
Joan FitzAlan (verheiratet Joan de Bohun, Countess of Hereford and Essex) (* 1347 in Arundel Castle; † 7. April 1419) war eine englische Adlige. Sie war die Mutter der Frau von König Heinrich IV. und damit eine Großmutter von Heinrich V.

## Leben
Joan FitzAlan war eine Tochter von Richard FitzAlan, 10. Earl of Arundel und dessen zweiten Frau Eleanor of Lancaster. Sie wurde 1359 mit Humphrey de Bohun, 7. Earl of Hereford verheiratet, der ein Mündel ihres Vaters war. Mit ihm hatte sie zwei Töchter:
- Lady Eleanor de Bohun (um 1366–1399)
- Lady Mary de Bohun (um 1369–1394)

Ihr Mann starb bereits 1373. Obwohl sie damals erst etwa 26 Jahre alt war, heiratete sie nicht erneut. Als Wittum erhielt sie aus dem Besitz ihres Mannes umfangreiche Ländereien in Essex, während ihre beiden Töchter Erbinnen der verbliebenen Besitzungen der Familie Bohun wurden. Da sie noch minderjährig waren, wurde König Eduard III. Vormund der beiden reichen Erbinnen. 1376 heiratete Thomas of Woodstock, ein Sohn des Königs, die ältere Tochter Eleanor, während John of Gaunt, ein weiterer Sohn des Königs, 1380 seinen ältesten Sohn Henry Bolingbroke mit der jüngeren Tochter Mary verheiratete.
Henry Bolingbroke wurde 1399 als Heinrich IV. englischer König. Anfang 1400 versuchte eine Gruppe ehemaliger Günstlinge des gestürzten Königs Richard II. im sogenannten Epiphany Rising den neuen König zu stürzen. Zu den Verschwörern gehörte auch John Holland, 1. Earl of Huntingdon, der bereits 1397 wesentlichen Anteil an der Hinrichtung von Joans Bruder Richard Fitzalan, 11. Earl of Arundel gehabt hatte. Die Verschwörung scheiterte, und Joan ließ den flüchtigen John Holland in Prittlewell in Essex festnehmen. Sie ließ ihn nach Pleshey Castle bringen, wohin sie auch die Kinder ihres toten Bruders rief. Dort wurde Holland ohne großes Verfahren hingerichtet. 1401 übergab der König seiner Schwiegermutter die einträgliche Vormundschaft über den minderjährigen Richard de Vere, den Erben des Titels Earl of Oxford, bis dieser 1406 volljährig wurde. Sie wurde in Walden Abbey in Essex beigesetzt.